# Semana Santa en Jerez de los Caballeros
La Semana Santa de Jerez de los Caballeros (España), declarada fiesta de Interés Turístico Nacional en el 2015, se celebra en la localidad pacense desde el Domingo de Ramos al Domingo de Resurrección. Un total de ocho hermandades y cofradías desfilan durante esos días por las calles de la localidad pacense en un total de 11 procesiones. Las cuatro principales iglesias (Santa Catalina, San Miguel Arcángel, San Bartolomé y Santa María de la Encarnación), más la ermita de los Santos Mártires, se convierten en centro de atención y de espera para ver salir a las cofradías. Esta localidad del Suroeste extremeño cuenta posiblemente con una de las mejores imaginerías de Extremadura y de Andalucía, con pasos como la Virgen del Rosario, el Domingo de Ramos, o la Esperanza Macarena, que hace su estación de penitencia en la Madrugá Jerezana.

## Cofradías y hermandades
| Nombre | Sede canónica                                                             | Estación de penitencia                     |
| Cofradía del Señor Ecce Homo y María Santísima de los Desamparados                                                            | Iglesia de San Miguel Arcángel                                            | Miércoles Santo                            |
| «Pontificia y Real Archicofradía del Santísimo Sacramento de Jerez de los Caballeros».                                        | Iglesia de San Bartolomé                                                  | Jueves Santo                               |
| Cofradía de Nuestro Padre Jesús Nazareno                                                                                      | Iglesia de Santa María de la Encarnación                                  | Viernes Santo                              |
| Antigua y Pontificia Cofradía de Nuestra Señora del Rosario y Jesús Orando en el Huerto                                       | Iglesia de San Miguel Arcángel                                            | Martes Santo                               |
| Pontificia y Real Cofradía del Señor Coronado de Espinas, Santísimo Cristo de la Flagelación y María Santísima de la Amargura | Iglesia de San Miguel Arcángel (sale de la ermita de los Santos Mártires) | Jueves Santo                               |
| Pontificia y Real Cofradía de Santo Domingo de Guzmán y Nuestra Señora del Rosario                                            | Iglesia de Santa Catalina                                                 | Domingo de Ramos y Domingo de Resurrección |
| Real Hermandad y Cofradía de Nuestro Padre Jesús del Gran Amor y María Santísima de la Esperanza Macarena                     | Iglesia de San Bartolomé                                                  | Madrugada de Viernes Santo                 |
| Hermandad de Penitentes del Santísimo Cristo de la Vera Cruz                                                                  | Iglesia de San Miguel Arcángel                                            | Lunes Santo                                |

## Procesiones

### Domingo de Ramos

#### Procesión de la Borriquita
Pontificia y Real Cofradía de Santo Domingo de Guzmán y Nuestra Señora del Rosario.
- Salida: Iglesia de Santa Catalina, 18:30.
- Pasos: La Entrada de Jesús en Jerusalén (La Borriquita) y Nuestra Señora del Rosario. El misterio de la Borriquita es portado por 40 costaleros en unas andas que pertenecieron a la Hermandad de la Estrella de Sevilla. La Virgen del Rosario es una talla de autor desconocido; fue restaurada en 1955 por el imaginero sevillano Sebastián Santos Rojas.
- Hábito: Túnica y capa beis con capuchón negro en el paso de Cristo. Los nazarenos de la Virgen sustituyen el color beis por color blanco.
- Acompañamiento musical:
  - Banda de Cornetas y Tambores “Nuestra Señora del Rosario” (Los Catalinos), de Jerez de los Caballeros.
  - Banda de Cornetas y Tambores, Escuadra de Gastadores, Guiones y Piquete de Fusileros del Cuartel General de la Brigada de la Legión de Viator (Almería).
  - Asociación Musical de Jerez de los Caballeros.
- Itinerario: Llano de Santa Catalina, Peña, Llano de la Luz, Necia, Don Víctor, Ladera del Correo, San Agustín, Plaza de España, Plaza del Beato José María Ruiz Cano, Corazón de María, Fuente de los Santos, Calzada, Capitán, Iglesia y Llano de Santa Catalina.
- Participantes: En dicha procesión desfilan 'Los Legionarios', una de las pocas procesiones españolas que pueden presumir de ello. Antes del inicio de la procesión, hacen una exhibición en la Plaza de Vasco Núñez y van desfilando por las calles de Jerez, pasando por la Plaza de España, hasta llegar a la Iglesia de Santa Catalina.

### Lunes Santo

#### Procesión de los Penitentes
Hermandad de Penitentes del Santísimo Cristo de la Vera Cruz.
- Salida: Iglesia de San Miguel Arcángel, 22:00.
- Paso: Santísimo Cristo de la Vera Cruz. La imagen es de estilo gótico y de autor y origen desconocido; fue restaurada por el imaginero sevillano Manuel Hernández León.
- Hábito: Túnica y antifaz de color negro sin capuchón y cíngulo de esparto. Algunos penitentes van descalzos con cadenas en los pies y portando cruces de madera. Otros van "Empalaos" con un madero sobre la cerviz, que es sujetado al cuerpo con una soga que parte desde la cintura y, enrollada por el torso, pasa por los brazos extendidos sobre el madero, hasta llegar a las muñecas. También llevan cadenas en los pies, corona de espinas y tres espadas en la espalda. Pretenden cumplir una promesa que hicieron remendando el sufrimiento de Jesús. Igualmente, los nazarenos van cargando cruces que llegan a pesar hasta 30 Kg, generalmente para cumplir aquello que pidieron.
- Acompañamiento musical:
  - Trío de capilla musical "De Jesús".
- Itinerario: Esta Hermandad sigue un itinerario diferente cada año.
- Características: Esta procesión se desarrolla en silencio, sólo interrumpido por los tambores que marcan el paso y la música de capilla que acompaña al paso. Sus portadores no paran ni un momento a descansar, llevando el paso todo el tiempo en alto. Durante el recorrido se van leyendo las direfentes estaciones del Viacrucis.

### Martes Santo

#### Procesión del Silencio
Antigua y Pontificia Cofradía de Nuestra Señora del Rosario y Jesús Orando en el Huerto.
- Salida: Iglesia de San Miguel Arcángel, 22:00.
- Pasos: La Oración en el Huerto y Nuestra Señora del Silencio. El misterio representa a Jesús orando en el huerto de Getsemaní y a un ángel en un olivo portando un cáliz; ambas imágenes fueron talladas por el escultor onubense Antonio León Ortega. La imagen de la Virgen es obra de Ventura Gómez Rodríguez; procesiona desde el Martes Santo de 2012, año en el que sustituyó a la Virgen del Rosario, que procesionó por última vez en el 2011.
- Hábito: Túnica negra, capa y capirote negros con peto blanco y cinturón de esparto, del que cuelga un rosario de madera de gran tamaño.
- Acompañamiento musical:
  - Trío Prima Luce y Asociación Musical de Jerez de los Caballeros.
- Itinerario: Plaza del Beato José María Ruiz Cano, Plaza de España, Templarios, Arco de Burgos, Avda. de Portugal, El Santo, Llano de los Mártires, Barranca, Corredera Hernando de Soto, Vasco Núñez, Plaza de España, Plaza del Beato José María Ruiz Cano y Templo de San Miguel Arcángel.
- Características: Típicamente llamada la procesión "Del silencio", pues todo el mundo ha de estar callado cuando pasa.

### Miércoles Santo

#### Procesión del Ecce Homo
Cofradía del Señor Ecce Homo y María Santísima de los Desamparados.
- Salida: Iglesia de San Miguel Arcángel, 21:00.
- Pasos: La Presentación al Pueblo (Señor Ecce Homo) y Nuestra Señora de los Dolores. El misterio sustituye desde 1995 al que procesionaba desde finales del siglo XIX, y representa el momento en el que Pilatos presenta a Jesús al pueblo; lo conforman las imágenes del Ecce Homo, Pilatos, un romano y un esclavo etíope. Las figuras son de talla completa y van vestidas, obra del sevillano Manuel Hernández León. La Virgen de los Dolores pertenece a la parroquia, pero la cofradía es quien la custodia y exorna. Su autor es desconocido, pero hay datos de principios del siglo XIX que dicen que la parroquia de San Miguel Arcángel pagó 300 reales a un tal Narciso Borrachero por la "compostura de la Virgen".
- Hábito: Túnica blanca, capa, capirote y cinturón rojos.
- Acompañamiento musical:
  - Banda de la Cofradía del Señor Ecce Homo, de Jerez de los Caballeros.
  - Agrupación Musical “Maestro Sousa” O.J.E., de Jerez de los Caballeros.
  - Asociación Musical de Jerez de los Caballeros.
- Itinerario: San Miguel Arcángel, Plaza del Beato José María Ruiz Cano, Plaza de España, Templarios, Arco de Burgos, Avda. de Portugal, El Santo, Llano de los Mártires, Barranca, Corredera Hernando de Soto, Vasco Núñez, Plaza de España, Plaza del Beato José María Ruiz Cano y Templo de San Miguel Arcángel.
- Participantes: En dicha procesión salen vecinos de Jerez vestidos de romanos (Escolta Romana a pie), simulando el pasaje de la biblia que desean contar. El Jueves Santo por la mañana, esta Escolta Romana realiza el tradicional "Paseo de Calderos", que termina con una comida de hermandad ofrecida por esta cofradía en el Recinto Ferial.

### Jueves Santo

#### Procesión del Santísimo
Pontificia y Real Archicofradía del Santísimo Sacramento.
- Salida: Iglesia de San Bartolomé, 19:30.
- Pasos: La Santa Cena, Jesús ante Pilatos, Santísimo Cristo de la Piedad y María Santísima de la Paz. El misterio de la Santa Cena representa a Jesús celebrando la Última Cena con sus discípulos; son figuras de terracota de autor anónimo. El misterio de Jesús ante Pilatos representa el momento en el que este se desentiende de la condena a muerte de Jesús lavándose las manos en una palangana. El Cristo de la Piedad es una talla anónima del siglo XVII que pudo pertenecer a la escuelta castellana de imaginería, posiblemente la de Gregorio Fernández. La Virgen de la Paz es obra del imaginero sevillano Luis Álvarez Duarte, de 1974; viene sustituyendo desde entonces a la Virgen del Reposo.
- Hábito: Túnica blanca, capa, capirote y cíngulo celeste.
- Acompañamiento musical:
  - Agrupación Musical “Maestro Sousa” O.J.E., de Jerez de los Caballeros.
  - Agrupación Musical Nuestro Padre Jesús Nazareno, de Jerez de los Caballeros.
  - Banda de Música “Abel Moreno”, de Encinasola (Huelva).
- Itinerario: Iglesia de San Bartolomé, El Cura, Pilar y Lasarte, Plaza de la Constitución, Templarios, Arco de Burgos, Vasco Núñez, Plaza de España, Plaza del Beato José María Ruiz Cano, Plaza de la Constitución, Ahedo, Pilar y Lasarte, El Cura, e Iglesia de San Bartolomé.

#### Procesión del Coronado
Pontificia y Real Cofradía del Señor Coronado de Espinas, Santísimo Cristo de la Flagelación y María Santísima de la Amargura.
- Salida: Ermita de los Santos Mártires, 22:15.
- Pasos: Cristo de la Flagelación, Señor Coronado de Espinas y María Santísima de la Amargura. El Cristo de la Flagelación es una talla del siglo XVII, de autor desconocido. Se veneraba en la Ermita de la Vera Cruz hasta que la cofradía lo adquirió en 1882. El Señor Coronado de Espinas está custodiado por tres soldados romanos; representa el momento en el que los soldados le hacen burla a Jesús coronándolo de espinas y poniéndole una caña a modo de cetro. La talla data del siglo XVI, su autor es anónimo y fue restaurada en Sevilla en 1861. La Virgen de la Amargura fue tallada en 1952 por el imaginero sevillano Sebastián Santos Rojas.
- Hábito:
  - Hermanos de escolta (Nazarenos): túnica blanca de cola (por lo que a este desfile también se le llama "la procesión de las colas largas"), capirote y cinturón morados.
  - Hermanos de carga: túnica negra corta, con capirote caído hacia atrás y cara descubierta.
- Acompañamiento musical:
  - Agrupación Musical “Nuestra Señora de Santa Ana”, de Valle de Santa Ana (Badajoz).
  - Banda de Cornetas y Tambores “Nuestra Señora del Rosario” (Los Catalinos), de Jerez de los Caballeros.
  - Asociación Musical de Jerez de los Caballeros.
- Itinerario: Ermita de los Santos Mártires, Plaza de los Mártires, Barranca, Corredera Hernando de Soto, Puerta de Burgos, Templarios, Plaza del Beato José María Ruiz Cano, Plaza de España, Vasco Núñez, Corredera Hernando de Soto, Avda. de Portugal, El Santo, Plaza de los Mártires y Ermita de los Santos Mártires.
- Participantes: Escolta romana a caballo de la Cofradía.

### Viernes Santo

#### Procesión de la Macarena
Real Hermandad y Cofradía de Nuestro Padre Jesús del Gran Amor y María Santísima de la Esperanza Macarena.
- Salida: Iglesia de San Bartolomé, 02:00.
- Pasos: Nuestro Padre Jesús del Gran Amor y María Santísima de la Esperanza Macarena. El Señor del Gran Amor fue tallado en Écija en 1945 por el imaginero gaditano José Luis Pires Azcárraga. Es, curiosamente, la anterior imagen que procesionaba la Hermandad de San Gonzalo de Sevilla; acompaña a la imagen en el paso un centurión romano cedido por la Hermandad de la Macarena de la capital hispalense.[2] La imagen de la Esperanza Macarena es obra de Luis Álvarez Duarte, logrando una réplica exacta a la imagen sevillana, a cuya hermandad está muy vinculada.[3]
- Hábito: Sayas blancas con capas del mismo color y capirote verde de terciopelo, llevando la cruz de la Orden de Santiago en el capirote a la altura del pecho y a la altura del hombro izquierdo el escudo formado por una cartela con la columna entre llamas sobre la Cruz Patriarcal y todo coronado por el Capelo.
- Acompañamiento musical:
  - Agrupación Musical “Maestro Sousa” O.J.E., de Jerez de los Caballeros.
  - Banda de Música “Abel Moreno”, de Encinasola (Huelva).
- Itinerario: Plaza de San Bartolomé, Llano de la Cruz, El Campo, Avda. de Portugal, Arco de Burgos, Vasco Núñez, Plaza de España, Plaza del Beato José María Ruiz Cano, Ahedo, Pilar y Lasarte, El Cura, Plaza de San Bartolomé e Iglesia de San Bartolomé.

#### Procesión del Nazareno
Cofradía de Nuestro Padre Jesús Nazareno.
- Salida: Iglesia de Santa María de la Encarnación, 06:45.
- Pasos: Nuestro Padre Jesús Nazareno, San Juan, La Magdalena y Nuestra Señora de la Encarnación. Nuestro Padre Jesús Nazareno es una talla de autor desconocido, que llegó a Jerez de los Caballeros a principios del siglo XVIII. La Virgen de la Encarnación o de la Soledad es obra del imaginero onubense León Ortega.
- Hábito: Túnica morada con cordón amarillo.
- Acompañamiento musical:
  - Agrupación Musical “Nuestro Padre Jesús Nazareno”, de Jerez de los Caballeros.
  - Banda de Música “Guzmán Ricis”, de Barcarrota (Badajoz).
- Itinerario: Llano de Santa María, Sotomayor y Terrazas, Monte Dorado, Maraver, San Agustín, Doctor Benítez, Plaza de España, Plaza del Beato José María Ruiz Cano, Torres, Templarios, Puerta de Burgos, Corredera Hernando de Soto, Avda. de Portugal, El Santo, Llano de los Mártires, Barranca, Corredera Hernando de Soto, Vasco Núñez, Amargura, Pepe Ramírez, subida Alcazaba, Reloj, Llano de Santa María e Iglesia de Santa María de la Encarnación.
- Participantes: Antes de la salida de la procesión se celebra dentro del templo de Santa María el "Sermón de Pregones", a cargo de un miembro de la Cofradía, a las 6ː20 horas. En este acto intervienen la "Buena Mujer" (o la Verónica, encarnada por una mujer del municipio) y la Escolta Romana de la cofradía, que también salen en el desfile procesional. A la llegada de los pasos a la Plaza de España se celebra el Santo Encuentro entre Jesús y María, en un acto donde también vuelven a intervenir la "Buena Mujer" y la Escolta Romana.

#### Procesión del Santo Entierro
Cofradía de Nuestro Padre Jesús Nazareno.
- Salida: Iglesia de Santa María de la Encarnación, 18:45.
- Pasos: Nuestro Padre Jesús Nazareno, Descendimiento, Cristo Yacente, La Muerte Pelá y Nuestra Señora de la Encarnación. El misterio del Descendimiento representa el momento en el que Jesús es bajado de la cruz para ser enterrado en el sepulcro; además del Cristo del Descendimiento, el misterio está integrado por José de Arimatea, Nicodemo, San Juan y la Virgen (De las Lágrimas). El Cristo Yacente fue restaurado en 2002 por Tomás Crespo. La Muerte Pelá procesiona desde la Semana Santa de 1988, tras 23 años sin hacerlo; es una imagen reconstruida por Narciso Gutiérrez Sánchez. Hay diferentes teorías sobre lo que puede significar, aunque la más aceptada es que representa el triunfo de la Cruz sobre la muerte.
- Hábito: Túnica morada con cordón amarillo.
- Acompañamiento musical:
  - Agrupación Musical “Maestro Sousa” O.J.E., de Jerez de los Caballeros.
  - Agrupación Musical “Nuestro Padre Jesús Nazareno”, de Jerez de los Caballeros.
  - Asociación Musical de Jerez de los Caballeros.
- Itinerario: Llano de Santa María, Sotomayor y Terrazas, Monte Dorado, Maraver, San Agustín, Doctor Benítez, Plaza de España, Templarios, Arco de Burgos, Vasco Núñez, Amargura, Pepe Ramírez, subida Alcazaba, Reloj, Llano de Santa María e Iglesia de Santa María de la Encarnación.

#### Procesión de la Soledad
Cofradía de Nuestro Padre Jesús Nazareno.
- Salida: Iglesia de Santa María de la Encarnación, 23:00.
- Paso: Nuestra Señora de la Encarnación (La Soledad).
- Hábito: Túnica morada con cordón amarillo.
- Acompañamiento musical: Ninguno.
- Itinerario: Llano de Santa María, Sotomayor y Terrazas, Monte Dorado, Maraver, San Agustín, Doctor Benítez, Plaza de España, Plaza del Beato José María Ruiz Cano, Plaza de España, Amargura, Pepe Ramírez, subida Alcazaba, Reloj, Llano de Santa María e Iglesia de Santa María de la Encarnación.

### Domingo de Resurrección

#### Procesión del Resucitado
Pontificia y Real Cofradía de Santo Domingo de Guzmán y Nuestra Señora del Rosario.
- Salida: Iglesia de Santa Catalina, 11:30.
- Pasos: Cristo Resucitado, San Juan, San Pedro, María Magdalena y Nuestra Señora del Rosario. El Cristo Resucitado es obra del sevillano Luis Ortega Bru, aunque no llegó a terminarla del todo al fallecer repentinamente; su hermano José Augusto Bru se encargó de acabar de tallar al Resucitado. La Virgen del Rosario es una talla de autor desconocido; fue restaurada en 1955 por el imaginero sevillano Sebastián Santos Rojas.
- Acompañamiento musical:
  - Banda de Cornetas y Tambores “Nuestra Señora del Rosario” (Los Catalinos), de Jerez de los Caballeros.
  - Asociación Cultural “Amigos de la Música”, de Burguillos del Cerro (Badajoz).
- Itinerario: Llano de Santa Catalina, Iglesia, Capitán, Calzada, Fuente de los Santos (donde se realiza la ceremonia del Encuentro entre Cristo Resucitado y la Virgen del Rosario), Corazón de María, Plaza del Beato José María Ruiz Cano, Plaza de España, Plaza del Beato, José María Ruiz Cano, Corazón de María, Fuente de los Santos, Calzada, Capitán, Iglesia, Llano de Santa Catalina e Iglesia de Santa Catalina.